# Aplit
Az aplit a magmás kőzetek rendszerének kőzetszövet szerinti csoportja. Olyan holokristályos (teljesen kristályos) kőzetszövetű szubvulkáni (kismélységi magmás) kőzeteket nevezünk aplitnak, amik a felszín alatti 5 km-es mélységnél kisebb mélységben alakultak ki, hasadékokat és kisebb repedéseket töltöttek ki. A hasadékkitöltési jellegből következően lehűlésük és kristályosodásuk gyors, ezért a kristályok legtöbbször mikroszkópikusak, de a 0,5 cm-t nem haladják meg.
Minden típusú magmából keletkezhet. A kőzetösszetevők alapján a nagymélységi magmás (plutonikus vagy abisszikus) kőzetek neveivel különítjük el, a gránitaplittól az ijolitaplitig. Színe mindig világos, ez különbözteti meg a lamprofirtól.
|                      | Túltelített (>65%)                | Telített (65-48%)                           | Telítetlen (54%>)                                                              |
| -------------------- | --------------------------------- | ------------------------------------------- | ------------------------------------------------------------------------------ |
| nagymélységi         | gránit→granodiorit                | szienit→diorit→gabbró                       | peridotit, wehrlit, piroxenit→nefelin, szienit, essexit→ijolit                 |
| porfiros kismélységi | gránitporfir→granodiorit porfirit | szienitporfir→dioritporfirit→gabbróporfirit | érctelérek→nefelin-szienitporfir→ijolitporfir                                  |
| szemcsés kismélységi | pegmatitok, aplitok, lamprofirek  | pegmatitok, aplitok, lamprofirek            | pegmatitok, aplitok, lamprofirek                                               |
| paleovulkanitok      | kvarcporfir→kvarcporfirit         | porfir→porfirit→diabáz                      | pikrit→fonolit, nefelinbazalt, leucitbazalt, trachitbazalt→nefelinit, leucitit |
| neovulkanitok        | riolit→dácit                      | trachit→andezit→földpátbazalt               | nefelinbazalt, leucitbazalt, trachitbazalt→nefelinit, leucitit                 |

Lásd még: Magmás kőzetek